# コタマガイ
コタマガイ (小玉貝、学名 Macridiscus melanaegis) はマルスダレガイ科に分類される二枚貝の1種である。
極東アジア沿岸の潮間帯から水深50m程度の砂底に分布する。殻長70mm程度になる比較的大型の貝。広く食用とされる。

## 分布
- 日本（北海道 - 九州）
- 朝鮮半島
- 中国北部（遼寧省 - 江蘇省）[2]

## 形態
殻長72mmほど。側面からはハマグリに似た形状であるが、貝が全体に薄く前後に長い。後端はやや切断状、腹縁は厚く、やや張り出しつつ中央付近側面からやや直線状となる。殻長後方に弱い放射細肋がある。細かい網代模様と3本の黒褐色の放射彩があるのが基本だが、アサリやハマグリなどと同様に個体ごとに色合いや斑紋が異なる。生時には赤みのない黒っぽい色や灰色がかった個体も、調理等のため加熱したり、古くなった標本などでは褐色となる。
同所的に生息することもある同属のオキアサリとよく似ているが、大型個体では殻の輪郭が他の2種が亜三角形なのに対し、コタマガイは卵形に近づくため区別は比較的容易である。一方、殻長1cm-4cm程度の幼貝では両種は酷似するが、幼貝については以下の3形質（それぞれは絶対ではない）の組み合わせで区別可能であるという。
- 殻内面の色：コタマガイは通常白い。オキアサリは通常黄色味を帯びる。
- 前背縁：コタマガイは通常僅かに弧抉する（弧状に抉れる）。オキアサリは通常直線的か僅かに弧膨する。
- 後背縁の稜：コタマガイは通常稜がない。オキアサリは通常明瞭な稜がある。

また、3mm以下のものではオキアサリには殻頂部に明瞭な放射彫刻があることで区別されるとも言うが、両種は自然環境下で雑種化することがあるとも言われる。

## 生態
潮間帯から水深50mにかけての砂底に生息する。砂中に潜って生活する埋在性ベントスで、伸ばした水管から水中のプランクトンなどを取り込んで餌とする濾過食者である。

## 分類
原記載
- Venus (Gomphina) melanaegis Römer, 1860.[1] Malakozoologische Blätter vol. 7, p.157-158.
- タイプ産地："― ?"（不明）

異名
- Venus aequilatera—Sowerby II, 1853 (not Sowerby, 1825).
- Venus (Gomphina) melanaegis Römer, 1860
- Gomphina melanaegis (Römer, 1860)
- Gomphina (Macridiscus) melanaegis (Römer, 1860)
- Gomphina  aequilatera (not Sowerby, 1825)
- Gomphina (Macridiscus) veneriformis  melanaegis (Römer, 1860)
- Gomphina (Macridiscus ) veneriformis  (not Lamarck, 1818)

属
20世紀中はフキアゲアサリ属 Gomphinaや、その亜属としての Macridiscus （”オキアサリ亜属”）に分類されていたが、遺伝子解析の結果などから Gomphina と Macridiscus とは亜科レベルで異なることが判明し、両者は殻の構造なども異なることから Macridiscus は Gomphina とは直接の類縁のない太平洋西部に固有の独立の属とされるようになった。
同属種
Macridiscus の種は互いによく似ているため、21世紀初頭までは研究者によりコタマガイとオキアサリの2種とする見解や、これら全てが同種で1種しかないとする見解も示されたりしたが、遺伝子解析や詳細な形態研究の結果から2018年現在は下記の3種に分けられている。
- Macridiscus melanaegis (Römer, 1860) コタマガイ（本項）

日本（北海道-九州）、朝鮮半島、中国北部（遼寧省 - 江蘇省）に分布。オキアサリと混生することがある。
- Macridiscus multifarius Kong, Matsukuma & Lutaenko, 2012 オキアサリ

ロシア極東ピョートル大帝湾、日本（新潟県／房総半島以南）、朝鮮半島、中国北部（遼寧省 - 江蘇省）に分布。コタマガイと混生することがある。
- Macridiscus semicancellata (Koch in Philippi, 1843)

台湾、中国南部、ベトナムに分布。Macridiscus のタイプ種だが、オキアサリと混同されていたため、本種をタイプとする Macridiscus にも「オキアサリ（亜）属」の和名が与えられた。またコタマガイも含め全てが同一種の種内変異であるとの見解もあったが、21世紀になり別種とされるようになった。コタマガイやオキアサリよりも套線湾入が大きく深いこと、分布域が南方に離れていて重ならないことなどから区別される。

## 人との関係

### 食用
美味であり、広く食用とされる。1970年代半ばに茨城県や千葉県で大発生した際には、外見が一見ハマグリ類に似ているため「ハマグリ」として流通し、ちり紙交換からの転身組を含めた”ゲリラ業者”による移動販売のハマグリ売りが増えたとする新聞記事がある。この記事によれば当時の”ハマグリ”（チョウセンハマグリ）が1kg当たり800円であったのに対し、移動販売のコタマガイは1kg当たり250円から300円程度で売られていたという。

### 調理例
酒蒸し

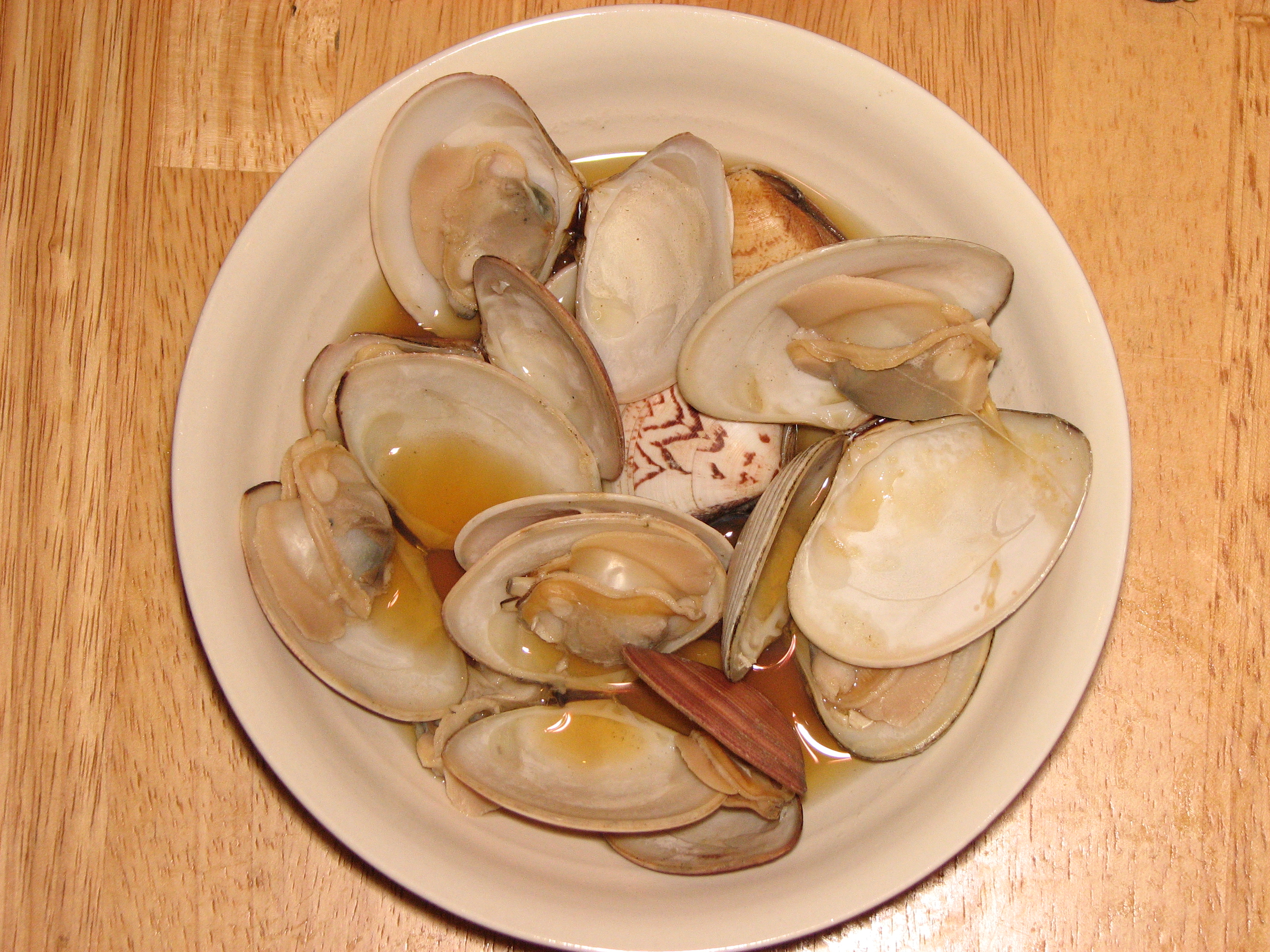
コタマガイの酒蒸し

- 材料: コタマガイ（中型）10個、日本酒 100ml、塩少々
- 調理方法: 貝はよく洗って鍋に入れ、日本酒と少々の塩をふりかけてふたをする。鍋をコンロに乗せて加熱。火は中火で、加熱時間は5分程度。皿に盛って供する。白髪ネギやミツバ、ニンニクのみじん切りなどを乗せても良い。また、香り付けに軽く醤油をかけても良いが、貝自体に塩味があるため塩辛くなりすぎないように分量に注意する必要がある。

### 民俗
四国地方には小袖貝伝説があり、本種は小袖貝と呼ばれる。